# Hyliota
Hyliota là một chi chim dạng sẻ đặc hữu châu Phi. Vị trí phân loại của nó trong một thời gian dài từng là bí ẩn. Trước đây chúng từng được coi như là chích Cựu thế giới trong họ Sylviidae, hoặc có mối quan hệ họ hàng với các họ Platysteiridae, Malaconotidae, hoặc thậm chí với đớp ruồi Cựu thế giới trong họ Muscicapidae. Một phân tích DNA ti thể của chi này và các họ hàng có thể thấy rằng chúng không có các họ hàng gần, cụ thể nó hoàn toàn không gần với Sylvioidea mà cũng không có quan hệ họ hàng gần với bất kỳ nhánh nào của Passerida, thuộc về cơ sở trong nhánh Passerida nhưng sâu hơn so với Petroicidae. Fuchs et al. và một số tác giả coi nó như là thuộc về họ của chính nó, gọi là Hyliotidae, nhưng điều này là thiếu cơ sở chắc chắn, do Hyliotinae từng được Reitter sử dụng năm 1880 cho một phân họ bọ cánh cứng (nay là Brontinae). Nó dựa trên chi bọ cánh cứng chiếm chỗ trước là Hyliota Reitter, 1880, mặc dù chi chim Hyliota Swainson, 1827 có độ ưu tiên cao hơn. Hiện vẫn chưa rõ các quy tắc của ICZN được áp dụng trong trường hợp này như thế nào, do đó tính hợp lệ của Hyliotidae là chưa rõ ràng.
Phân tích của Barker (2014) cho bộ gen ti thể đầy đủ đặt nó gần với Paridae (nhưng cả Stenostiridae lẫn Remizidae đều không được gộp trong phân tích này. Phân tích 7 gen của Alström et al. (2014) (gồm 6 hạt nhân và 1 ti thể) đặt nó là chị em với Remizidae + Paridae, với Stenostiridae là cơ sở trong 4 họ này.

## Các loài
- Hyliota australis
- Hyliota flavigaster
- Hyliota usambarae
- Hyliota violacea